# А на меньшее я не согласен
А на меньшее я не согласен (срп. Мало се не слажем) је друга песма са албума По пояс в небе руског музичара Николаја Носкова.. То је једна од најпознатијих песама извођача..

## О песми
Према Носкову, поред музике, коју је за песму сам компоновао, у писању текста му је помогао текстописац Олег Гегелскиј. Ова песма је одговор на All You Need Is Love Битлса..

## Спот
Спот је режирала Галина Швейковскаја.